# CODE VEIN
『CODE VEIN』（コードヴェイン）は、バンダイナムコエンターテインメントより2019年9月26日に発売されたゲームソフト。PlayStation 4・Xbox One・Steamのマルチプラットフォーム。
崩壊した世界を生き延びる吸血鬼たちを描いた探索型アクションRPG。プレイヤーはバディと呼ばれるキャラクターとともに、ダンジョンの探索に出かける形となる。
本作は、一撃でプレイヤーの体力の大半を奪う敵の存在などといった点において『DARK SOULS』との類似性を指摘する声がある一方、バディと呼ばれるNPCを探索に同行させるなど、『DARK SOULS』とは異なる要素も含まれている。

## ストーリー
「審判の棘」によって世界が崩壊し、人類の大半が死滅した。
人の記憶の大半を代償にして、「レヴナント」という吸血鬼が人為的に作られた。彼らは「ヴェイン」という閉鎖社会を築くことで生き延びたが、血を吸わないと人間性が崩壊し、「堕鬼」（ロスト）という化け物になるというリスクも背負っていた。
レヴナントの一人である主人公は、自分たちの出生とヴェインの謎を調べるべく旅に出たのであった。

## システム

### バディ
本作ではバディと呼ばれるキャラクターを連れ歩きながら冒険をする方式をとる。バディは戦闘時の援護を行ってくれるほか、力尽きたプレイヤーに血を分け与えることもする。

### 戦闘
本作では、片手剣や銃剣といった通常の武器のほかにも、敵の血を奪うための武装・吸血牙装（ブラッドヴェイル）が用いられる。
普段は防具の機能を持つ衣服の形をしているが、吸血時は使用者の口元を覆うマスクと、敵の血を奪うための吸血機構が展開し、敵の血はパイプを通じて使用者の口元へと運ばれる。
吸血牙装は以下の4種類があり、それぞれ利点と欠点がある。
オウガ
籠手状の吸血牙装で、爪のような吸血機構を展開する。近距離でスピーディーな立ち回りからの吸血を得意する。敵の攻撃からの受け流しも素早く対応できる。
スティンガー
ロングコート状の吸血牙装で、サソリの尾のような吸血機構を展開する。ロングレンジからの吸血攻撃を可能とする。
ハウンズ
ジャケット状の吸血牙装で、両袖の部分が狼の頭部のような吸血機構を展開する。近距離で広範囲を攻撃することが可能で接近戦に向いている。
アイヴィ
マフラー状の吸血牙装で、無数の棘の吸血機構を展開する。離れた位置への攻撃が可能で、陰に隠れている敵にも攻撃が可能。ただし受け流しには棘の展開にラグがあるため若干難がある。
吸血に成功すると、多数の冥血が得られるほか、冥血の最大ストック数も増える。また、敵の背後から攻撃するといった特定のアクションを成功させると発動する特殊吸血もある。
得られた血は錬血という特殊効果を発動させることで消費される。
また、バディがプレイヤーのそばにいるときに限り、互いの血を混ぜ合わせて発動させる共錬血があり、威力が大きいものの、冥血の最大ストック数が減るなどの欠点もある。
これとは別に、敵の攻撃を受けたりかわしたりすると、集中ゲージが貯まり、満タンになるとスタミナが全快するといった特殊効果が発動する「集中状態」がある。

## 登場人物

### 主要人物
主人公
声（男性） - 梅原裕一郎 / 土田玲央 / 藤井隼 / 柳田淳一 / 小林康介 / 石谷春貴 / 岩中睦樹 / 茂木たかまさ / 松本忍 / 河西健吾
声（女性） - 吉田聖子 / 古木のぞみ / 長谷川育美 / 川崎芽衣子 / MAKO / 本泉莉奈 / 石見舞菜香 / 清水彩香 / 松浦チエ / 古賀葵
本作の主人公。男女選択可能。ヴェインに残されたレヴナント。ブラッドコードは不明だが、他の吸血鬼が持つブラッドコードを受け取り、使うことができる能力を持つ。他にも自分の血で「血涙の泉」や「ヤドリギ」を復活させる能力や、吸血鬼や堕鬼の「血英」から失われた記憶を読み取る能力も持つ。目覚める前の記憶がない。ある日イオに寄り添う形で目覚め、彼女の案内でその場にあった血涙の泉を自分の血で復活させる。しかし、不良の吸血鬼達にイオと共に捕まってしまい、同じく捕まっていたオリバーと共に血涙集めを強行させられた。その途中でオリバーが負傷し、一人で行動する中、ルイと接触する。探索を終えた矢先、堕鬼化したオリバーに襲われるが、ルイの援護によってオリバーを倒すことに成功する。その後、オリバーが落とした血英を拾ったことで、彼の記憶の残滓を読み取ることになった。同じく記憶の残滓を見たルイに主人公の能力を見出されたことでルイ達と共に血涙の泉の「源流」を探すため行動することとなった。
ミア・カルンシュタイン
声 - 茅野愛衣
唯一の肉親である幼い弟ニコラと共にヴェインにいる女吸血鬼。ブラッドコードは「アルテミス」。巨大地下空洞で目の前でニコラがジャックに殺され、その後自我喪失し始めるも、ルイ達の助けにより一命を取り止められる。その後とある雪原でニコラとジャックが歩いている姿の夢を見たことと、拠点にあった雪原の写真が夢に出てきたものと同じであった事がきっかけで、それを確かめる為、ルイ達に協力することとなった。装備している武器は銃剣、吸血牙装はスティンガー型。
ヤクモ・シノノメ
声 - 鳥海浩輔
元傭兵という経歴を持つ吸血鬼。ブラッドコードは「アトラース」。面倒見の良さから、他の吸血鬼によく慕われる。堕鬼の遺体を悲しそうな目で見ることが多い。吸血鬼として蘇った時には、既に傭兵時代の仲間の姿が消えていたため、ルイ達と行動しながら、いなくなった仲間を探している。装備している武器は両手剣、吸血牙装はハウンズ型。
ルイ
声 - 石川界人
吸血鬼のコミュニティのリーダー。右目を前髪で隠した髪型の青年。ブラッドコードは「プロメテウス」。冷淡に振る舞いながらも面倒見が良い。人間の生き血の代替「血涙」を多くの同胞の手にいきわたらせるため、古びた教会を拠点に、「血涙」の源流があるとされるヴェインの奥地を目指している。装備している武器は片手剣、吸血牙装はオウガ型。彼が持つ剣の刃が赤いことから、周りからは「赤剣」という異名を持っていることで有名になっている。
ジャック・ラザフォード
声 - 諏訪部順一
元軍人という経歴を持つ吸血鬼で、エヴァと二人で同族狩りをしている。ブラッドコードは「ヘイムダル」。主人公とは対立関係にあるものの、条件を満たせばバディとして同行させることができる。どうやら主人公の過去を知っているらしい。装備している武器は片手剣、吸血牙装はハウンズ型。
エヴァ・ルゥ
声 - 早見沙織
ジャックの相棒である女吸血鬼。ブラッドコードは「ハルモニア」。ジャックに命を救われた恩から彼に同行している。ジャック同様主人公とは対立関係にあるものの、条件を満たせばバディとして同行させることができる。装備している武器は銃剣、吸血牙装はアイヴィ型。
イオ
声 - Lynn
主人公と同行する女吸血鬼。ブラッドコードは「エーオース」。自身に関する記憶を失っているが、吸血鬼やヴェインについて詳しい。オリバーの一件後、ルイに主人公と共に保護され、拠点で生活する。その間は主人公が拾った血英から吸血鬼が失った記憶と欠損していたブラッドコードの錬血を復元させている。装備している武器は斧槍、吸血牙装はアイヴィ型。
リン・ムラサメ
声 - 高田憂希
拠点にいる女吸血鬼。ブラッドコードは「ヘパイストス」。かつては「夜叉」の異名で、ある部隊のリーダーを務めていたが、過去の事件により戦闘に参加できなくなった。主人公が使う記憶を覗く能力に興味を持つ。瘴気のない拠点で活動しているにもかかわらず常にガスマスクを着けている。
武器の調達や強化を担当しており、武器の属性の変更や軽量化も可能としている。
ココ
声 - 森なな子
物資を取引するギルドから拠点に出向している吸血鬼。ブラッドコードは「メルクリウス」。困っている人に手を進んで手を差し伸べる性格をしており、対価を払えば希少な品でも売ってくれる。記憶の欠落は少ないが、ある過去の記憶を取り戻したいと考えている。
デイビス
声 - 高橋伸也
治安維持部隊サーベラスから拠点に出向している吸血鬼。ブラッドコードは「ヘルメス」。もともとは血涙の徴税官だったが、赤い霧が発生した後は、血涙や資源探索を目的として、深層の調査にあたっている。
戦闘により死と蘇生を繰り返す中で生前の記憶の大半を欠落しており、一枚の写真を手掛かりに、名前すら忘れてしまったある女性を探している。

### 堕鬼
オリバー･コリンズ（Oliver Collins）
堕鬼化したことで狂暴化したオリバー。彼が持つ戦槌で攻撃を仕掛ける。戦闘開始はオリバーの姿のままだが、一定のダメージを受けると身体が肥大化したかのような巨体へと姿を変える。
狂い咲く毒蝶（Butterfly of Delerium）
花弁のような六枚の羽と獣の頭部のような尻尾を持つ女型の堕鬼。空を舞うような素早い動きで翻弄し、ポイズン属性の攻撃を仕掛ける。
渇求の暴君（Insatiable Despot）
頭部が仮面のような甲殻で覆われ両腕が長く変形した巨大な堕鬼。双刀で攻撃を仕掛ける他、錬血で取り巻きを作るなどもできる。
浸潤の処刑者（Invading Executioner）
美しい女性の姿をした女型堕鬼。鎌の柄を軸とした動きと水を用いたトリッキーな動きで相手を翻弄する。スロウ属性の錬血攻撃を得意とする。
白狼の狂戦士（Argent Wolf Berserker）
サーベラス兵が巨大な異形の姿へ変えた堕鬼。特殊な形状の斧槍で強力な攻撃を仕掛けてくる。
女王の騎士（Queen's Knight）
剣と盾を持った騎士のような姿をした堕鬼。背中には片翼のような2枚の刃が着いている。剣と盾による隙の少ない連撃や背中の刃を用いた連携攻撃などで相手を圧倒する。
肋骸の継承者（Successor of the Ribcage）
クイーンの「肋骨」を継承し封印している吸血鬼。狼のような顔と胴体に人間の腕が4本、人間の下半身が前後逆に生えている異形の姿をしている。ほとんど移動しないものの様々な属性の強力な錬血攻撃を次々と放ってくる。
肺骸の継承者（Successor of the Breath）
クイーンの「肺」を継承し封印している吸血鬼。頑強な鎧で全身を包んだ重戦士風の容貌で、頭にはトナカイのような角が生えている。手にした盾を振り回したり氷属性の錬血を使用して攻撃してくるほか、後半には盾を捨て背中のジェットパックで飛行する技も使う。
金色の狩人（Gilded Hunter）
ミドウが率いる「黒衣の狩人」のような姿をしているがその中でも金色の鎧を纏った特殊な堕鬼。血属性の衝撃波を伴う斬撃を高速で繰り出し、体力が減少すると強化錬血を使用してさらに能力を上昇させて戦う。
爪骸の継承者（Successor of the Claw）
クイーンの「爪」を継承し封印している吸血鬼。人間の女性と猫を合わせたような姿。背中に背負った日本刀のような武器や、まきびしを投げる等忍者のような戦法と高速かつ範囲の広い火属性の錬血を用いる。
喉骸の継承者（Successor of the Throat）
クイーンの「喉」を継承し封印している吸血鬼。本人は翼の生えた女神の彫像に半身を飲み込まれており、彫像部分が意識を持って行動している。移動速度は遅いものの砂を利用した錬血でステージのほぼ全域をもカバーする強力な攻撃を行う。また攻撃にはリーク属性が付与されておりプレイヤーの冥血を徐々に減少させる。
焔砲と氷刃の従者（Cannoneer & Blade Bearer）
元は棺の塔を守る番人であったが、ミドウの襲撃を受け堕鬼と化した2人組のサーベラス兵。「焔砲の従者」は巨体で鈍重だが右腕と同化した火焔放射器や火属性の錬血で遠距離からも攻撃を行い、「氷刃の従者」は自らにバリアを張りつつ氷属性を纏った片手剣を高速で振り回して戦う。
ジュウゾウ・ミドウ（Juzo Mido）
吸血鬼のさらなる進化を求め、自らの肉体を改造し神骸をも超える力を手にした科学者。手にした巨大な剣「審判の刃」による斬撃とバニッシュ状態を引き起こす錬血による強力な波状攻撃を仕掛けてくる。
女王の騎士・再臨（Queen's Knight Reborn）
女王の騎士が白い鎧を身に着け蘇った姿だが、翼は破れかけているうえ全身に無数の杭を打ち込まれ血にまみれている。基本的な行動は復活前と似ているものの体力が減少すると自らの周囲にリーク属性のフィールドを展開しつつ襲い掛かってくる。
神骸の伴侶（Attendant of the Relics）
役目を果たせぬまま堕鬼と化し暴走してしまった神骸の伴侶。体力はとても低いが素早い身のこなしでこちらの攻撃を的確に避け、斧槍と錬血による攻撃を行う。
髄骸の王（Skull King）
クイーンの「脳髄」を継承し封印している吸血鬼。人と白狼が融合したような姿。両手に一本ずつ持った大剣と、ハウンズ型の吸血牙装による攻撃を組み合わせた猛攻を仕掛けてくる。体力が一定まで減る度に衝撃波と共にオーラを身に纏って更に自身を強化させる。
降誕せし者（The Virgin Born）
全ての神骸が集結して再び誕生した「クイーン」。弱点部位以外の防御力がとても高い上に範囲の広い高火力な攻撃を行う。追いつめられるとさらにパワーアップし、回避の困難な「粛清の棘」を降り注がせてくる。

### その他の人物
ニコラ・カルンシュタイン
声 - 五十嵐裕美
ミアの弟である吸血鬼。ブラッドコードは「フィン」。巨大地下空洞で主人公達と初対面した時は既に渇きが進んでおり、いくら血涙を飲んでも渇きが治まらない状態になっていた。その後、ジャックに接触して殺害されてしまう。
カレン
声 - 原由実
ルイの姉。「Q.U.E.E.N.計画」の研究者の一人。クイーン暴走時に死亡した後吸血鬼として蘇っている。ブラッドコードは「デメテル」。
アウロラ・ヴァレンティーノ
声 - 櫻庭有紗
カレンの友人で「Q.U.E.E.N.計画」の研究者の一人。ブラッドコードは「イシス」。
エミリー・スー
声 - 桑原由気
ヤクモとともに民間軍事施設に所属していた傭兵の女性。ブラッドコードは「スカアハ」。クイーン討伐後はミゲルと共に行方不明になる。
ミゲル・ガルシア
声 - 武内駿輔
ヤクモ、エミリーと同じ部隊に所属していた傭兵。ブラッドコードは「ダークナイト」。クイーン討伐後はエミリーと共に行方不明になる。
オリバー・コリンズ
声 - 新垣樽助
最初に主人公とバディを組む吸血鬼の男性。ブラッドコードは「狂戦士」。不良の吸血鬼達から強制的に血涙集めをさせられている際に堕鬼化した吸血鬼に襲われてガスマスクが破損。主人公を先に行かせるが、マスクの破損部分から瘴気を多く吸い込んでしまい、堕鬼化してしまう。装備している武器は大槌、吸血牙装はハウンズ型。
グレゴリオ・シルヴァ
声 - 大塚明夫
世界崩壊後、人類救済のために尽力した元軍人。「Q.U.E.E.N.計画」の指揮者でもあり、クイーンが暴走した際は、討伐部隊を結成し、自らも吸血鬼となった。ブラッドコードは「ハデス」。
クイーン討伐戦後は、臨時総督府を立ち上げ、残された人類の保護や吸血鬼による統制をおこなうも、圧制に反発する者が続出している。
クイーン / クルス・シルヴァ
吸血鬼の弱点克服を目的とした「Q.U.E.E.N.計画」の被験者だった少女。ルイのスクールメイトであり、グレゴリオの娘。ブラッドコードは「イシュタル」。
ジュウゾウ・ミドウ
声 - 速水奨
吸血鬼研究の第一人者とも呼べる存在。大崩壊前には孤児を貰い受け、人体実験を繰り返しては傭兵として戦場に派遣させていた。現在は強化吸血鬼という姿で、人間時よりも巨大化している。

## 開発
本作のディレクターは、『GOD EATER』シリーズの総合ディレクターとしても知られる吉村広が務めた。
吉村はスタイリッシュで難易度の高いゲームの開発に長年携わっており、「自分の新しい挑戦としても、『DARK SOULS』シリーズが持つ挑戦的なところを自分で表現し、そして昇華させたい」とIGNJとのインタビューの中で開発の意図について述べている。
吉村はバディシステムを導入した理由について、「一人だと心が折れてしまうような出来事も、二人ならば、バディのために何とかしたいという勇気がわいてくる。そして、難関を乗り越えたときには、強い感情、つまり愛情がわいてくる。そこが『DARK SOULS』と大きく違うところである」と、IGNJのインタビューに対して述べている。

### ビジュアル
本作のキャラクターモデラーの池内望は「キャラクターデザインは、カートゥーンといったアニメ寄りの表現やリアルさを重視したものではなく、その間にあるイラスト的な表現を目指した」とIGNJのインタビューの中で述べている。

### 東京ゲームショウ2017への出展
本作の試遊版は、2017年9月21から24日に開かれた東京ゲームショウ2017にて出展され、探索とボス戦を適度なバランスで楽しめるようにする木庭で、ダンジョンの構成やボスの配置は製品版とは異なるものになった。
また、本作が「死にゲー」であることを示すため、このようなタイプのアクションゲームに慣れているプレイヤーであれば時間をかけて倒せる程度の難易度に設定された。
プロデューサーの飯塚啓太が同じインタビューに語ったところによると、試遊版のボスキャラクターである女王の騎士を倒したプレイヤーは初日の時点で数名いたとされている。

## 評価

### 発売前の評価
電撃オンラインのユートは、東京ゲームショウ2017に出展された試遊版について、「全体的な感想としてはコアなアクションゲームという印象が強く、洞窟探査はなかなかの難易度だった。しかし、慣れてくると本作独自の多彩なアクションを楽しめるようになり、プレイ時間の20分があっという間に過ぎてしまった」と評価している。
IGNJのクラベ・エスラは、同じ試遊版におけるキャラクターの機動性や移動速度について、『仁王』と『DARK SOULS』の中間程度だと評し、本作の独自性を感じたものとしてバディの存在をあげた。また、クラベは試遊版のビジュアルについて、「退廃的な光景が多いもののどこか幻想的でもあった。試遊版の洞窟もただ暗いだけではなく、クリスタルが煌く場面もあり、好奇心をくすぐられた」と評価している。

### 発売後の評価
IGNJの木野慧悟は、安っぽい演出やバグの多さを指摘しつつも、バディシステムについて評価した。

## 売上
発売から約4ヶ月後の2020年2月5日、世界累計出荷・DL販売本数の100万本突破が発表され、発売2周年を迎えた2021年9月27日には、200万本を突破したことが発表された。

## テーマソング
オープニングテーマ
- VAMPS「UNDERWORLD」（作詞：Kane Churko, HYDE / 作曲：HYDE）

ジュークボックスミュージック
- VAMPS「IN THIS HELL」（作詞：Kane Churko, HYDE / 作曲：HYDE）

エンディングテーマ
- 椎名豪「Amber Journey」（作詞：Luis Armando Rivera, Jose Delgado / 作曲：Sachiko Miyano）
- APOCALYPTICA×VAMPS「SIN IN JUSTICE」（作詞：HYDE / 作曲：K.A.Z）